# Vasili Kvachantiradze
Vasili Shalvovich Kvachantiradze (en georgiano: ვასილ შალვას ძე კვაჭანტირაძე, en ruso: Василий Шалвович Квачантирадзе; Konchkati, Imperio ruso, 22 de diciembre de 1906jul./ 4 de enero de 1907greg. - Gurianta, Unión Soviética, 9 de febrero de 1950) fue uno de los francotiradores soviéticos más letales que combatieron durante la Segunda Guerra Mundial. Entró en servicio en el Ejército Rojo en 1941 y se le atribuyen muertes confirmadas de al menos 215 oficiales y soldados de la Wehrmacht alemana durante la ofensiva Vitebsk-Orsha (parte de la Operación Bagration), y alrededor de 534 muertes confirmadas en total durante toda la guerra.

## Biografía

### Infancia y juventud
Vasili Kvachantiradze nació el 4 de enero de 1907 en el pueblo de Konchkati (en el actual municipio de Ozurgueti) de la región de Guria (Georgia), en esa época parte del Imperio ruso. En el seno de una familia de campesinos georgianos. En 1916 su familia se mudó al cercano pueblo de Gurianta, donde se graduó en la escuela primaria, después de graduarse trabajó en una granja colectiva. Entre 1932 y 1933 sirvió en el Ejército Rojo, fue miembro del PCUS desde 1939. Se graduó en una escuela política del partido y posteriormente fue secretario del Komsomol de la granja colectiva donde trabajaba.

### Segunda Guerra Mundial
En 1941, la oficina de reclutamiento del distrito de Makhardze le reclutó para el Ejército Rojo. En junio de 1942, luchó como francotirador en el 650.º Regimiento de fusileros de la 138.º División de Fusileros, con dicha división combatió en la batalla de Stalingrado donde mató a 60 enemigos, fue herido en agosto de 1942 y permaneció en un hospital de campaña hasta octubre de 1942 en que se reincorporó al servicio. Fue destinado a la 179.º División de Fusileros del 43.° Ejército del Frente de Kalinin. Al igual que Záitsev, Kvachantiradze inicialmente se emparejó con otro famoso francotirador soviético, Kuzmá Smolenski y rápidamente se convirtieron en el equipo de francotiradores más mortífero del Ejército Rojo con un total de 644 muertes entre ambos.

En noviembre de 1942, el 43.º Ejército, en el cual estaba incluido el 234.° Regimiento de Fusileros de la 179.° División de Fusileros de Vasili Kvachantiradze, fue condecorado con la Orden de la Estrella Roja por la muerte de ochenta y un enemigos (desde julio hasta octubre de 1942). Desde diciembre de 1942 hasta abril de 1943 combatió en los distritos de Prechistensky y Slobodsky en el óblast de Smolensk, salió en misiones casi a diario y se anotó 113 soldados y oficiales enemigos. Fue galardonado con la Orden de la Bandera Roja.

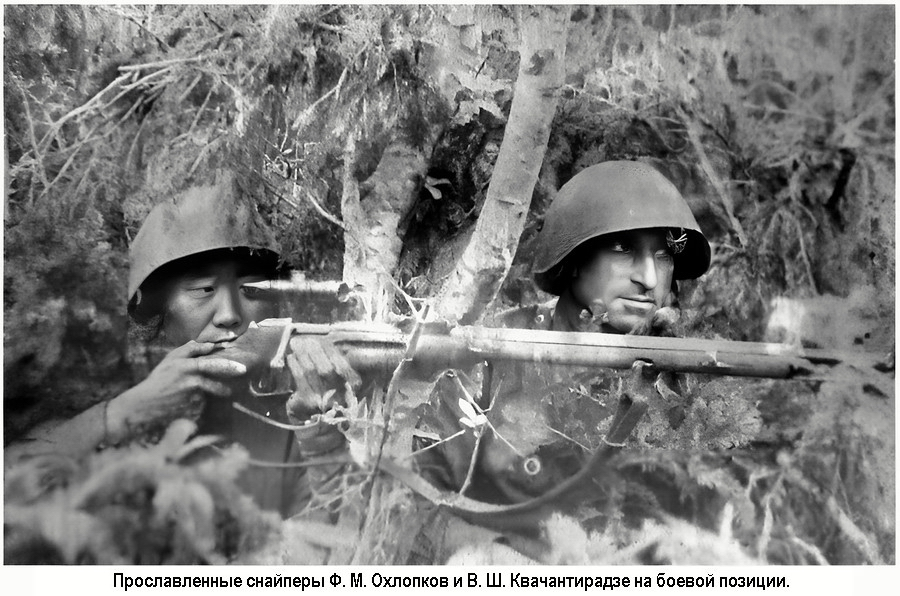
Fiódor Ojlópkov (izquierda) y Vasili Kvachantiradze

En junio de 1944 había elevado su marca personal hasta los 221 enemigos muertos. Había sido herido cinco veces pero siempre regresaba al servicio activo en cuanto se reponía de sus heridas. Fue considerado el mejor francotirador del 43.º Ejército y nominado para el título de Héroe de la Unión Soviética, pero el Mando del Frente de Kalinin (posteriormente renombrado Primer Frente Báltico) consideró esta nominación excesiva y en su lugar fue galardonado con la Orden de Lenin.
Durante la ofensiva soviética en Vítebsk en 1944 (véase Operación Bagration), el destacamento de Kvachantiradze fue rodeado por unidades alemanas de contraataque en la aldea de Shumilino y temporalmente aislado del resto del regimiento. El francotirador logró improvisar trampas y emboscadas sin exponer su posición ni una sola vez. Los alemanes fueron sistemáticamente eliminados por disparos de francotirador precisos. Solo en ese período, Kvachantiradze mató hasta cuarenta y cuatro soldados enemigos. Debido al continuo hostigamiento y resistencia, la infantería alemana no pudo capturar la aldea que se consideraba importante para crear una sólida línea defensiva. Un asalto combinado de la infantería soviética y de varias unidades mecanizadas pudo romper el cerco y expulsar finalmente a los alemanes de la aldea.
Por decreto del Presídium del Sóviet Supremo de la Unión Soviética del 24 de marzo de 1945  «por el cumplimiento ejemplar de las misiones de combate del comando en el frente de la lucha contra los invasores nazis y el coraje y heroísmo mostrados al mismo tiempo». El sargento mayor Vasili Kvachantiradze recibió el título honorífico de Héroe de la Unión Soviética con la Orden de Lenin y la medalla Estrella de Oro (N.° 3688).
En total, durante todo el período de 1941 a 1945 Vasili Kvachantiradze mató a 534 soldados y oficiales enemigos. Él mismo fue herido cinco veces. Entrenó como francotiradores a más de cincuenta soldados. Combatió en la batalla de Stalingrado, operación Bagration, ofensiva de Riga, batalla de Memel, en la ofensiva de Prusia Oriental y finalmente en el Sitio de Königsberg.

### Posguerra
Después de la victoria soviética Kvachantiradze fue desmovilizado del Ejército Rojo y regreso a su tierra natal, donde fue elegido diputado del Sóviet Supremo de la República Socialista Soviética de Georgia. A partir de 1947 trabajó como presidente de una granja colectiva, puesto en el permaneció hasta su fallecimiento el 9 de febrero de 1950 a la edad de 43 años. Fue enterrado en la localidad de Gurianta (Georgia) donde había vivido toda su vida.

## Condecoraciones
|  | Héroe de la Unión Soviética (24 de marzo de 1945)                                |
|  | Orden de Lenin, dos veces (4 de junio de 1944 y 24 de marzo de 1945)             |
|  | Orden de la Bandera Roja (11 de mayo de 1943)                                    |
|  | Orden de la Guerra Patria de 2.do grado (2 de noviembre de 1944)                 |
|  | Orden de la Estrella Roja (12 de abril de 1942)                                  |
|  | Medalla por la Victoria sobre Alemania en la Gran Guerra Patria 1941-1945 (1945) |